# Álvaro Rey
Álvaro Rey Vázquez (Sevilla, 11 de julio de 1989) es un futbolista español que juega en la demarcación de centrocampista para el St. Joseph's F. C. de la Liga Nacional de Gibraltar.

## Biografía
Tras jugar en ambas categorías inferiores del Betis, el Real Betis Balompié "B" y el Real Betis Balompié "C", se fue traspasado al C. F. Pobla de Mafumet en 2010. Tan solo jugó cinco partidos, en los que marcó dos goles. A final de temporada fichó por el Club Gimnàstic de Tarragona por dos temporadas, haciendo el debut el 4 de diciembre de 2010 en un partido que finalizó por 1–2 en casa contra el Villarreal C. F. "B". 
El 21 de enero de 2012 hizo su primer gol con el club, en un partido contra el Elche C. F. Finalmente en 2012, y tras el descenso del club de categoría, Rey causó baja en el equipo.
El 17 de julio de 2012 fichó por el Xerez C. D. por un año, marcando un total de tres goles en los 29 partidos que jugó con el equipo. 
En el mercado de verano de 2013, el 25 de julio, Rey fue traspasado al Toronto F. C. canadiense, que juega en la Major League Soccer, y equipo en el que jugó 22 partidos. Tras pasar por el Columbus Crew S. C. de la MLS de Estados Unidos finalmente recaló en las filas de A. D. Alcorcón donde jugaba como centrocampista. 
El 10 de abril de 2015 se anunció su fichaje, en calidad de cedido, para el Real Murcia C. F. Al acabar la temporada volvió a la A. D. Alcorcón.
En 2017 fue fichado por el Panetolikos de Grecia y durante la misma temporada fichó por el Arka Gdynia de Polonia. En 2018 volvió a España para militar en el Racing Club de Ferrol de la Segunda División B.
En verano de 2018 firmó por el C. D. Mirandés con el que logró el ascenso a la Segunda División y en el que estuvo durante dos temporadas, en el que  jugó 72 encuentros y marcó 13 goles.
En agosto de 2020 firmó con el Club Bolívar de la Primera División de Bolivia, dirigido por el entrenador argentino Claudio Vivas. El 30 de diciembre de 2021 rescindió su contrato de mutuo acuerdo con el club y días después se comprometió con el R. C. Deportivo de La Coruña hasta final de temporada.
Después de su salida del R. C. Deportivo de La Coruña al expirar su contrato, fichó el 20 de septiembre de 2022 por el Xerez C. D., club en el que militó previamente en la temporada 2012-13

## Clubes
Actualizado el 9 de febrero de 2025.
| Club                         | País           | Año       | Partidos | Goles |
| ---------------------------- | -------------- | --------- | -------- | ----- |
| Real Betis Balompié "C"      | España         | 2008-2010 | 4        | 0     |
| Real Betis Balompié "B"      | España         | 2010      | 4        | 0     |
| C. F. Pobla de Mafumet       | España         | 2010      | 5        | 2     |
| Club Gimnàstic de Tarragona  | España         | 2010-2012 | 54       | 1     |
| Xerez C. D.                  | España         | 2012-2013 | 29       | 3     |
| Toronto F. C.                | Canadá         | 2013-2014 | 23       | 1     |
| Columbus Crew                | Estados Unidos | 2014      | 2        | 0     |
| A. D. Alcorcón               | España         | 2014-2015 | 13       | 0     |
| Real Murcia C. F.            | España         | 2015      | 5        | 0     |
| A. D. Alcorcón               | España         | 2015-2016 | 38       | 0     |
| Panetolikos                  | Grecia         | 2017      | 9        | 2     |
| Arka Gdynia                  | Polonia        | 2017      | 4        | 0     |
| Racing Club de Ferrol        | España         | 2018      | 13       | 4     |
| C. D. Mirandés               | España         | 2018-2020 | 84       | 14    |
| Club Bolívar                 | Bolivia        | 2020-2021 | 26       | 3     |
| R. C. Deportivo de La Coruña | España         | 2022      | 13       | 1     |
| Xerez C. D.                  | España         | 2022-2023 | 25       | 8     |
| St. Joseph's F. C.           | Gibraltar      | 2023-     | 43       | 31    |